# Метёлкина, Анастасия Николаевна
Анастасия Николаевна Метёлкина (род. 10 марта 2005 года) — грузинская фигуристка, выступающая в парном катании с Лукой Берулавой. Они — серебряные (2024) и бронзовые (2025) призёры чемпионата Европы, бронзовые призёры финала Гран-при (2024), двукратные чемпионы мира среди юниоров (2024, 2025), победители юниорского финала Гран-при (2023).

## Карьера
Анастасия Метёлкина начала заниматься фигурным катанием в 2009 году в России. Её первыми партнерами по паре были Даниил Швецов и Илья Красников, с которыми она представляла Россию.

### В паре с Д. Паркманом
В декабре 2020 года было объявлено, что Анастасия Метёлкина объединилась с другим российским фигуристом, Даниилом Паркманом, и что новая пара будет представлять Грузию. В феврале 2021 года было объявлено, что пара набрала минимальные технические баллы для участия в чемпионате мира 2021 года в Стокгольме, Швеция.
Дебют на этих чемпионате мира пары Метёлкина / Паркман оказался довольно удачным. Помимо того, что это была первая пара из Грузии, они заняли четырнадцатое место в короткой программе и шестнадцатое в произвольной программе, заняв шестнадцатое место в общем зачете.
Метёлкина / Паркман начали свой сезон с серебряной медали на Трофее Будапешта 2021 года, а затем финишировали пятыми на Кубке Варшавы по CS 2021 года. На турнире 2021 CS Golden Spin в Загребе пара завоевала серебряную медаль.
Несмотря на то, что им было поручено участвовать как на чемпионате Европы 2022 года, так и на чемпионате мира 2022 года, пара в конечном итоге снялась с обоих соревнований и была заменена на Сафину/ Берулаву.
В следующем сезоне Метёлкина / Паркман выступили на CS Nebelhorn Trophy 2022, заняв пятое место. Они продолжили соревноваться в серии Гран-при, заняв четвёртое место на 2022 MK John Wilson Trophy, а также взяли бронзу на Гран-при Эспоо 2022 года.
Несмотря на то, что её отобрали для участия в чемпионате Европы 2023 года, Метёлкина / Паркман в конечном итоге разорвали свое партнерство в декабре 2022 года. А в июне 2023 года было объявлено, что Мётелкина заключила новое партнёрство с Лукой Берулавой.

### В паре с Лукой Берулавой
Метёлкина / Берулава дебютировали в соревнованиях на юниорском Гран-при, первом для Метёлкиной, выиграв золотую медаль на чемпионате Турции 2023 года в Стамбуле. Несмотря на два падения в произвольной программе, их отрыв от американских серебряных призёров Флорес/Ван составил почти 27 очков.
Через две недели они участвовали в своем втором соревновании, чемпионате Венгрии 2023 года в Будапеште. Они снова легко победили, несмотря на трудности с элементами прыжка. Результаты Метёлкиной / Берулавы позволили им пройти в финал юниорского Гран-при в декабре. При этом они сказали, что планируют получить опыт работы на взрослом уровне.
Метёлкина / Берулава дебютировали среди взрослых на Кубке Варшавы, выиграв золотую медаль. Затем они вышли в финал юниорского Гран-при в качестве явных фаворитов, чтобы завоевать титул, и выиграли с отрывом в 34 очка у серебряных призёров из Канады Кемпа/Елизарова. Они были первой грузинской парной командой, выигравшей золото финала юниорского Гран-при.